# Antoni Castelucho Vendrell
Antoni Castelucho Vendrell (Barcelona, 1835 - París, 1910) fou pare d'una família d'artistes i marxants.
Dibuixant i gravador obrí una acadèmia de dibuix i pintura a Barcelona el 1895. L'any següent, el 1896, publicà juntament amb el seu fill Claudi Castelucho Diana (Barcelona, 1870 - París, 1927) un important tractat de perspectiva teatral.
Un altre fill seu, Emili Castelucho Diana (Barcelona 1879 - París 1939) i la seva neta Rosa-Antonieta Castelucho Camell (París, 1903 - Reus 1987) també foren artistes d'aquesta dinastia creada pel mateix Antoni Castelucho. Una filla d'Emili Castelucho, Rosa Castelucho, es va casar amb l'escriptor i periodista Just Cabot i Ribot.